# Basílica de Sant Zenó
La Basílica de Sant Zenó (també coneguda com a Sant Zenó Major) és l'edifici religiós més conegut de Verona, a la Itàlia septentrional. La seva fama descansa parcialment en la seva arquitectura, i en part, en el fet que, segons la tradició, la seva cripta va ser el lloc on es van casar Romeu i Julieta. Juntament amb l'abadia que forma un annex, és sota l'advocació del sant Zenó de Verona.

## Història

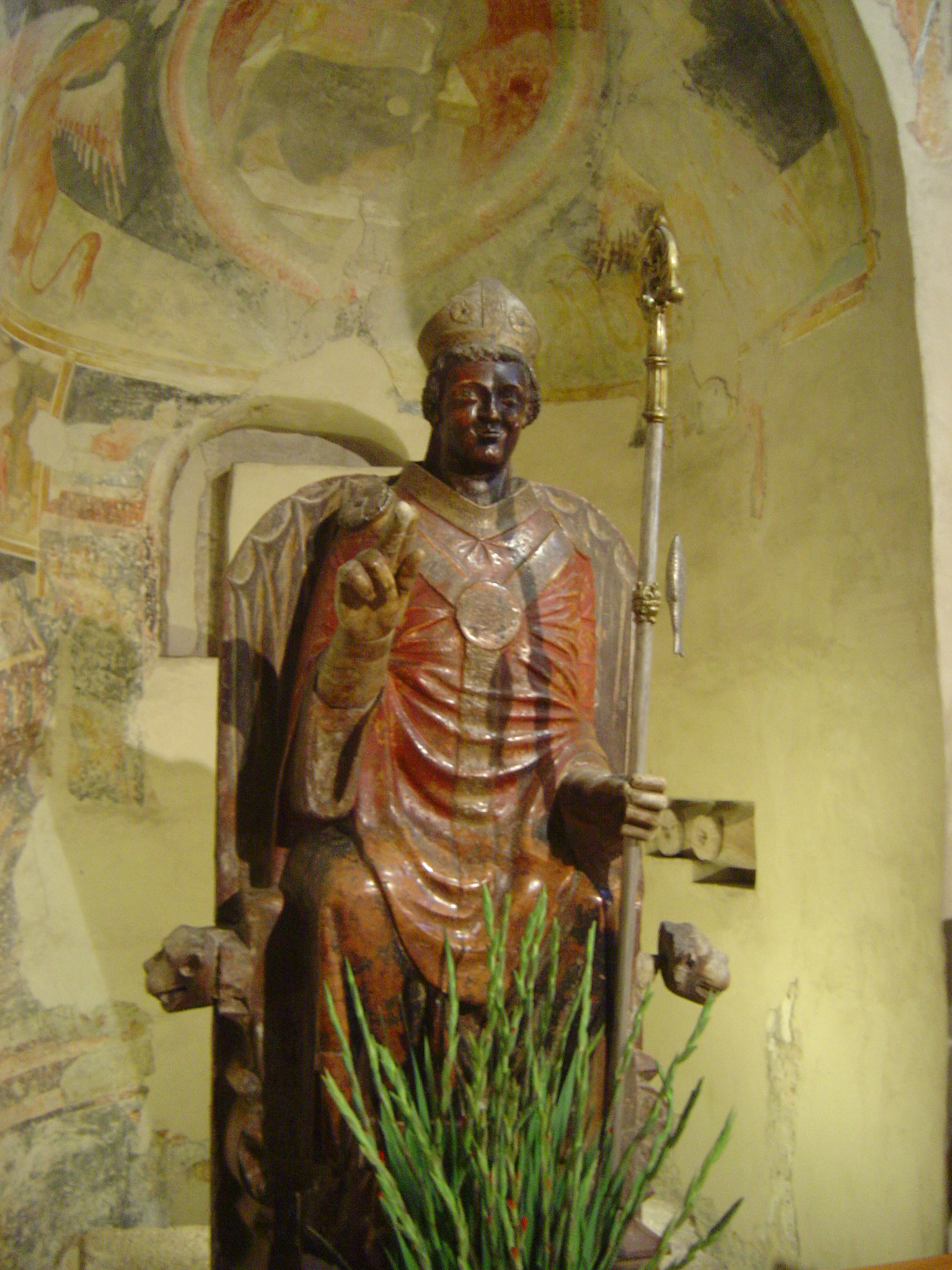
Sant Zenó sonrient, escultura del presbiteri.

Sant Zenó va morir l'any 380. Sobre la seva tomba, al llarg de la Via Gallica, es va erigir la primera església, petita, per Teodoric el Gran, rei dels ostrogots. Aquesta ciutat va ser destruïda al segle ix, però va ser immediatament reconstruïda pel bisbe Rothaldus i el rei Pipí d'Itàlia. Aquest edifici va ser destruït per una invasió magiar a començaments del segle x. El cos de Zenó es va traslladar a l'antiga catedral de Santa María, però aviat el 21 de maig de 921, va tornar al seu lloc original, al territori que actualment és la cripta de l'església actual.
Finalment, el 967, el bisbe Raterius va construir l'actual edifici romànic, amb l'ajut financer de l'emperador Otó I del Sacre Imperi Romanogermànic.
El 3 de gener de 1117 l'església va ser danyada per un terratrèmol, i com a resultat es va restaurar i va ampliar el 1138. L'obra es va acabar el 1398 amb la reconstrucció de la teulada i de l'absis en estil gòtic.

## Exterior

### Façana
La façana de Sant Zenó constitueix el model per a tots els edificis posteriors romànics de Verona. Construïda amb tova color crema, la façana està dividida en tres carrers verticals, la nau central acabada amb un frontó i les dues laterals amb teulades inclinades, totes recolzades en petites arcades cegues amb pendent. Les interseccions de les tres parts estan marcades per pilastres en angle que acaben en capitells amb fulles per sota el frontó.
Al llarg de la façana, al nivell de la llinda de la porta, corre una arcada poc profunda d'arcs apariats, dividida per primes columnetes apariades idèntiques a aquelles que es troben per damunt de la rosassa. L'arcada està feta amb marbre rosa i al passat va haver de contrastar en color amb la pedra de la façana, però ara difícilment s'aprecia. La façana està encara més dividida verticalment per pilastres poc profundes, passant visualment a través de les columnetes i cap al frontó.
El frontó triangular defineix la nau i crea un marcat contrast amb la pedra de tova de la resta de la façana de l'església, estant feta de marbre blanc dividida per set pilastres de marbre rosa. El 1905 es van descobrir en el frontó els traçats d'un gran «Judici Final».

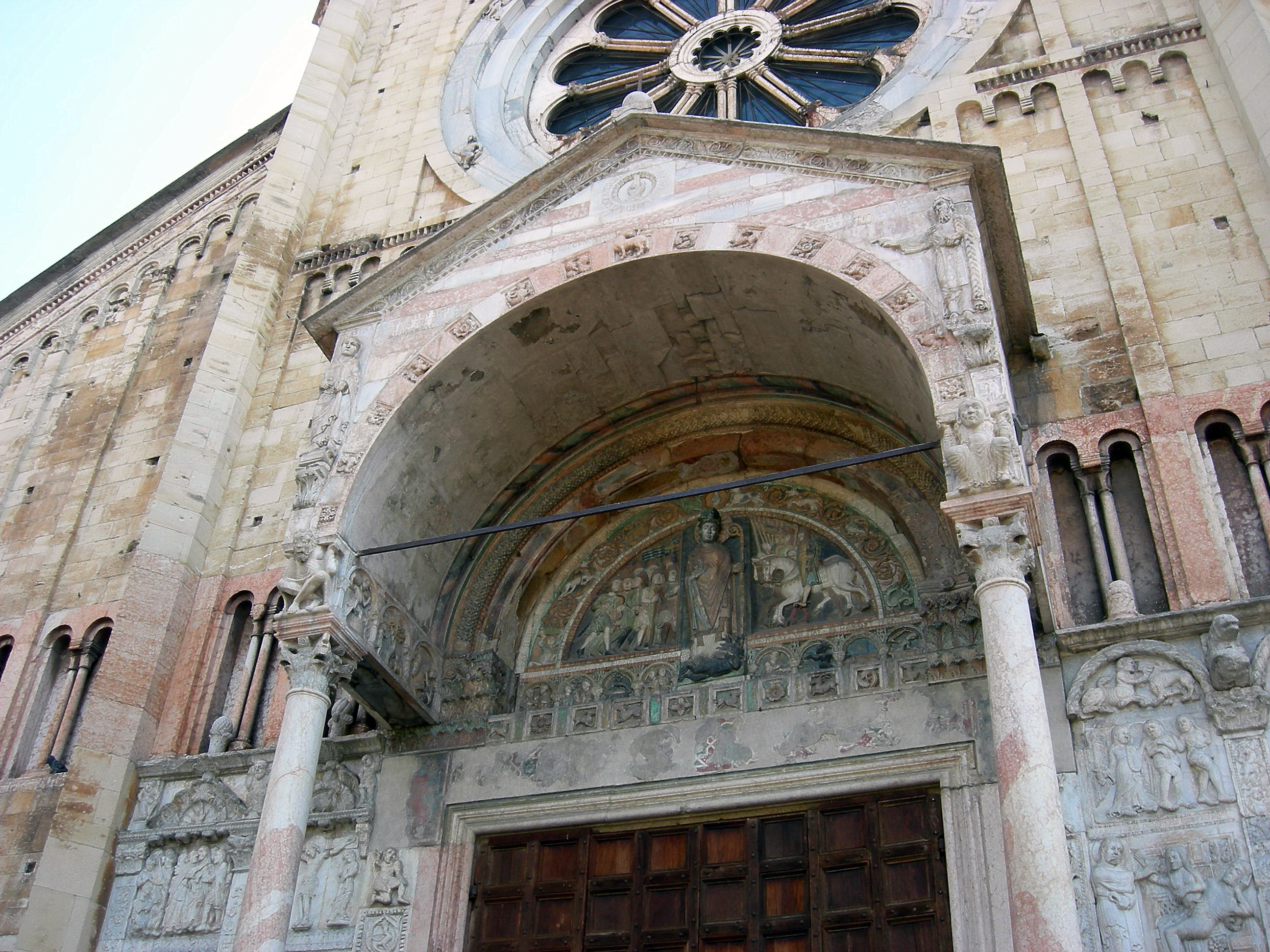
Detall de la porta d'entrada a Sant Zenó

En el centre de la part superior de la façana hi ha una rosassa, en forma de «roda de la fortuna», obra d'un cert Brioloto,i un dels primers exemples a l'arquitectura romànica d'aquesta estructura que es convertiria en un tret particular de l'arquitectura gòtica. La vora exterior de l'obertura de la rosassa està decorada per sis figures representant els alts i baixos de la vida humana.

### Porxo
El porxo és del segle xii i va ser realitzat i signat pel mestre Niccoló. Té lleons a la base de les columnes que són símbols de la llei i la fe. Els carcanyols de l'arc exterior tenen cadascun un baix relleu representant a sant Joan Baptista i sant Joan Evangelista mentre que per damunt de l'arc estan l'Anyell de Déu i la mà de Déu beneint.
Sobre la porta hi ha una lluneta amb escenes de la història veronesa de l'època, inclosa la consagració de la comunitat veronesa, al seu centre hi ha una escultura de sant Zenó vencent el diable -símbol del poder imperial-, i sant Zenó lliurant una bandera al poble de Verona. Sota la lluneta hi ha baixos relleus amb els «Miracles de sant Zenó». Les mènsules internes i externes al voltant de l'arc del porxo mostren el cicle dels mesos, que es relacionen amb la roda de la fortuna de la rosassa superior.

#### Relleus als costats del pòrtic
- Relleus a la dreta del pòrtic
- Relleus a l'esquerra del pòrtic

El pòrtic està flanquejat per 18 per relleus escultòrics que daten del segle xii i són signats pel mestre Niccolò el de la banda dreta i pel mestre Guglielmo al costat esquerre. Representa escenes del Nou i l'Antic Testament, juntament amb episodis profans de la vida de Teodoric el Gran: el duel amb Odoacre, i el Rei caçant un cérvol, un símbol del dimoni en la llegenda de Teodoric.
Les històries representades als relleus han de llegir-se de baix cap amunt. Guglielmo va realitzar temes exclusivament religiosos. Per sobre i de dos en dos, es mostren: la Dextera Domini i l'Agnus Dei; la traïció de Judes i la crucifixió de Crist; la fugida a l'Egipte i el baptisme de Jesús, i finalment, l'adoració dels Mags i la presentació al Temple amb l'advertència a Josep; l'Anunciació, la Visitació i la Nativitat i finalment la representació de l'anunciació als pastors i la visita dels Mags a Herodes. A sota, dues escenes d'un duel.
Niccoló, a sota representa el rei Teodoric a cavall i el cérvol que el guia a l'infern. Per sobre, escenes de l'Antic Testament i, en particular, el Gènesi: Déu crea els animals i la creació d'Adam per Déu; la creació d'Eva per Déu i el pecat original; l'expulsió del Paradís i l'obligació de treballar. Per damunt d'aquests relleus, un lleó músic i un xai, amb un centaure també tocant música.

#### Porta de bronze
La porta de bronze està decorada amb 48 plafons quadrats -24 per cada batent de la porta-. Els plafons estan units entre si per marcs de bronze i a les seves cantonades ambs petits caps de personatges al·legòrics. No es coneixen les identitats de totes les figures representades: inclouen sant Pere, sant Pau, sant Zenó, Santa Helena, Matilde de Canossa, qui havia fet una donació a l'abadia de l'església, i el seu espòs Godofred, així com un autoretrat del desconegut escultor de l'obra.

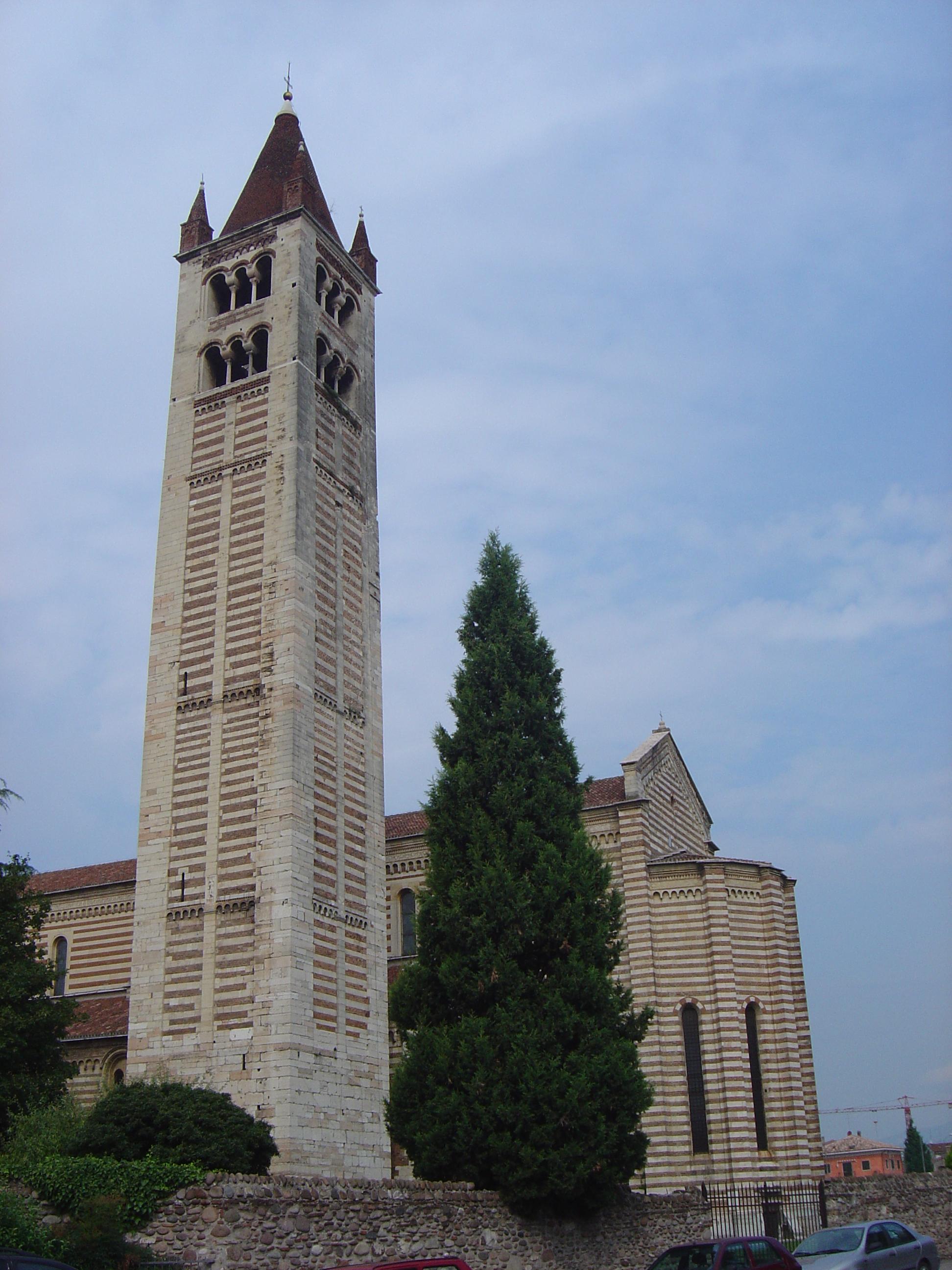
Campanar de Sant Zenó

Altres plafons mostren les tres virtuts teologals: fe, esperança i caritat, i en els vuit més petits, temes relacionats amb la música. Pel que fa a la datació, no tots pertanyen al mateix període històric, alguns dels plafons són obra de mestres saxons de Hildesheim, ja que són prou similars a església de Sant Miquel d'aquesta ciutat, del segle xi. Altres pertanyen a mestres veronesos -segons alguns erudits-, inclosos Benedetto Antelami o els mestres Niccoló i Guglielmo, aquests últims autors del pòrtic.
Actualment la mida del portal és de 480 x 360 cm, i segurament és l'adaptació de la porta d'origen més petita, de la façana romànica de l'església.

### Campanar
El campanar és una construcció exempta de l'edifici del temple. Té 63,5 metres d'alt i es va començar el 1045, acabant-se el 1179. És d'estil romànic com l'església, tenint una banda vertical central de franges alternes de tova i maó. Està dividit en pisos pel mig de cornises i petits arcs de tova, s'alça fins a una cambra de campanes de dues plantes amb finestres amb tres mainells. Està coronat per una petita agulla cònica amb petits pinacles a cada angle. L'exterior presenta una decoració amb escultures romanes. Les campanes més antigues eren atribuïdes de l'any 1149, avui en dia hi ha una de forma octagonal -conservada al museu de l'abadia-, que podria ser de l'antic campanar i que ha estat datada, possiblement, per entre els segles VII-X.

## Interior

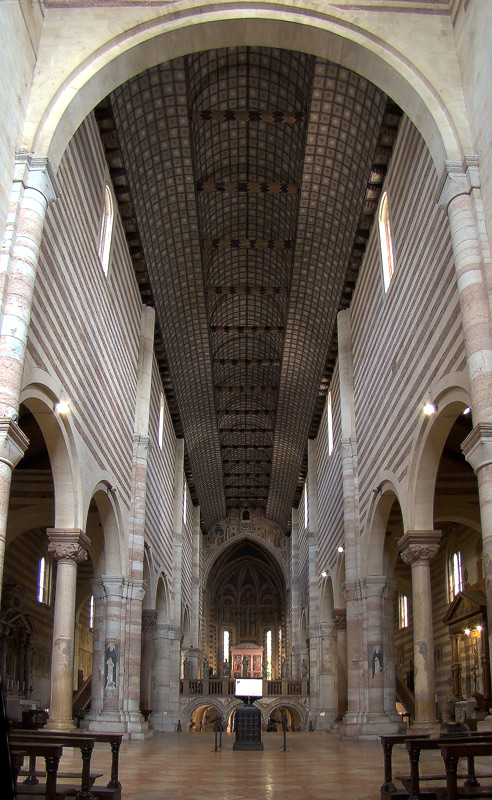
Interior de la Basílica de Sant Zenó

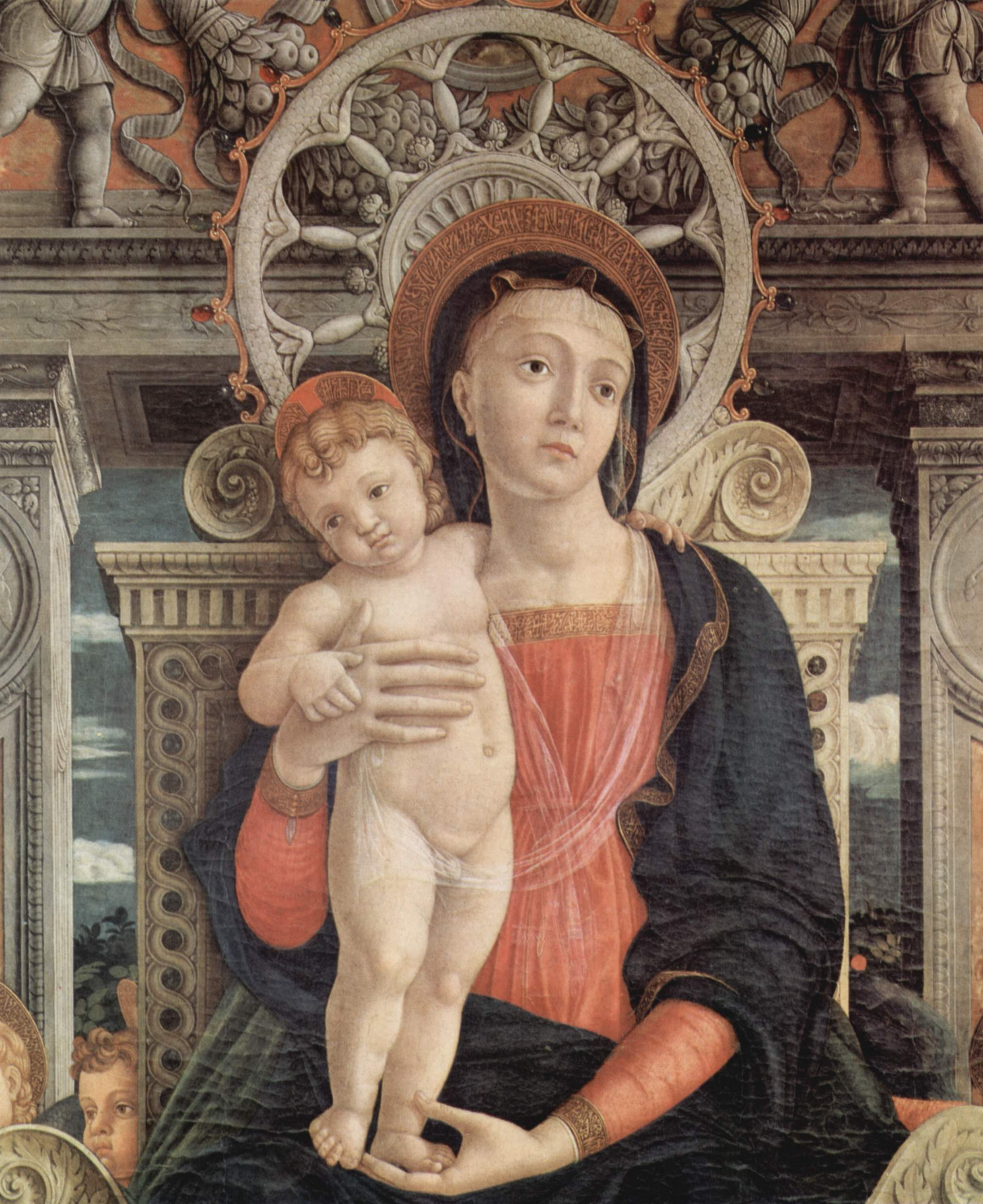
Part central del retaule d'Andrea Mantegna, 1459.

L'interior de l'església és sobre tres nivells amb una cripta extensa al nivell inferior, l'església en si i el presbiteri més alt.

### Cripta
La cripta data del segle x, i des de 921 ha albergat el cos de sant Zenó en un sarcòfag, amb la cara coberta per una màscara de plata. La cripta té una nau central amb vuit laterals els arcs dels quals reposen en 49 columnes, cadascuna amb un capitell diferent.
Als arcs de l'entrada, l'escultor local Adamino di San Giorgio va tallar una decoració animalística capriciosa i monstruosa. La cripta va ser restaurada als segles xiii i XVI.

### Part central
La part central, coneguda com a Chiesa plebana, és de planta de creu llatina amb una nau central, dos laterals i creuer. Les naus laterals estan dividides per pilastres cruciformes amb capitells alterns de motius zoomorfs i d'estil corinti, provinent aquest últim d'edificis romans. Les parets sobre la columnata són policromes. El sostre de fusta amb arcs trilobats data del segle xiv.
Entre les obres d'art de l'església central hi són un Santcrist de Lorenzo Veneziano, una tassa de pòrfir presa d'una terma romana, la pica baptismal octogonal del segle xiii, un retaule de Francesco Torbido, i un fresc del segle xiii representant sant Cristòfor.

### Presbiteri
El presbiteri s'alça sobre una arcada sobre la cripta que per tant es veu des de la nau central. El presbiteri és accessible mitjançant les escales dels laterals.
L'altar major alberga el sarcòfag dels sants Lupicino, Lucilo i Crescenciano, tots bisbes veronesos. A l'esquerra de l'absis, sobre l'entrada de la sagristia, es troba una escena de la Crucifixió de l'escola d'Altichiero, mentre que al petit absis de l'esquerra hi ha una escultura en marbre roig de sant Zenó del segle xii, que és la imatge més venerada de Verona.
L'obra d'art més important de la basílica és el políptic d'Andrea Mantegna, conegut com el Retaule de Sant Zenó. Tanmateix, solament les pintures de la part superior són originals, atès que les predel·les originals, representant l'Oració de l'hort, la Crucifixió i la Resurrecció, es van arrencar pels francesos l'any 1797 i estan conservades al Museu del Louvre i al Museu de Tours.

## Edificis addicionals

### Església de San Procolo

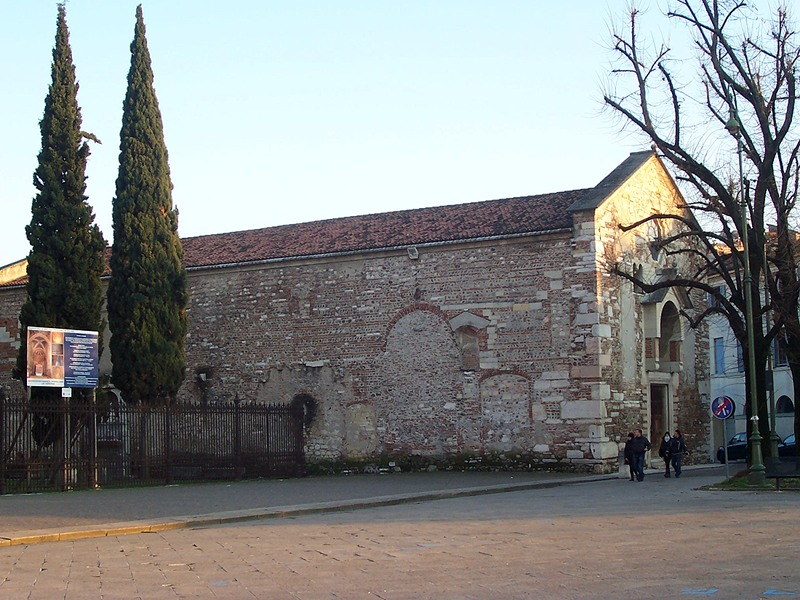
Església de San Procolo

També adjunt a la basílica està l'església on es guarden les restes de san Procolo, qui va ser el quart bisbe de Verona. Data del segle vi o VII, sent construïda en la necròpoli cristiana creuant la Via Gallica. És esmentada per primera vegada, el 845. Després del terratrèmol de l'any 1117 va ser completament reconstruïda. Té frescs d'èpoques diverses, inclosos un Últim sopar i Sant Blai curant als malalts de Giorgio Anselmi. La façana del segle xii té un petit nàrtex i dues finestres amb doble mainell. Consta d'una única nau i cripta, que és el que queda de l'paleocristiana |estructura original. La cripta té una nau central i dos laterals.

### L'abadia
Unida a la basílica hi ha una abadia que va ser construïda en el segle ix sobre un monestir anterior. De l'estructura original, destruïda a les Guerres Napoleòniques, només queda una gran torre de maó i el claustre. Originàriament va tenir una altra torre i el palau de l'abat. Durant molt de temps l'abadia va ser la residència oficial a la ciutat dels emperadors germànics.
Als anys vuitanta una restauració va descobrir pintures al fresc dels segles XII a XV.

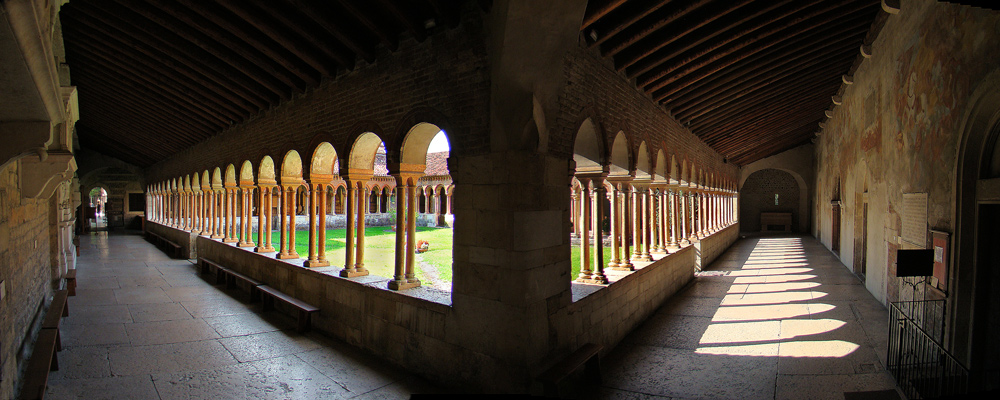
El claustre